# Jaume Copons
Jaume Copons (Barcelona, 1966) es un escritor y guionista español. Creador de novelas y cuentos para niños y jóvenes, ha escrito también para la televisión, la radio y otros medios . Trabajó como profesor de secundaria años antes de triunfar en el mundo literario. 

## Biografía
Se inicia profesionalmente como guionista en Barrio Sésamo (TVE), actividad que primero combina con la gestión cultural y más tarde con la labor docente en la enseñanza secundaria. Empieza a publicar novelas y cuentos con la llegada del nuevo siglo, y a partir de ese momento se dedica íntegramente a la creación editorial, audiovisual y musical. Con Daniel Cerdà Emery ha creado y desarrollado series infantiles como Los Lunnis (TVE), (2007-2008) Cuatro (canal de televisión), (Planeta júnior 2008) o Mirasatele (IB3) y ha creado canciones para dichas series y para spots publicitarios y cabeceras de programas y series de televisión.
A finales de 2013 conoce la ilustradora Liliana Fortuny y con ella inicia la serie de libros "Agus y los monstruos", una colección que acaba traduciéndose a varios idiomas. A partir de este momento, básicamente trabaja con Liliana Fortuny, tanto en esta saga como en nuevos proyectos.

## Obra
La obra de Jaume Copons es variada y abundante por varios motivos. En primer lugar concibe lo literario como un fenómeno que en el siglo XXI, ya no queda encerrado en el mundo del libro o en el mundo editorial, sino que, como mínimo, contamina el mundo audiovisual, el digital y el musical. Además, trabaja en solitario, con otros autores y en equipo.

### Obra literaria
- H.Bass, Un passat ocult. Editorial Baula 2000
- Plagis, projectils i altres substàncies. Editorial Proa 2000
- Set dies. Editorial Ampúries 2001
- La closca Pelada dels cretins. Editorial La Galera 2002
- La mà negra. Editorial Barcanova 2003
- Biaix. Editorial Pàges Editors 2003
- Quadern de Berga. Editorial Barcanova 2004
- L'espasa de Galerna. Editorial Barcanova 2005
- En Caratallada i els altres. Editorial La Galera 2011
- Yo, Elvis Riboldi. Editorial La Galera 2011
- Un tesoro en el patio. Editorial MacMillan 2012
- Yo, Elvis Riboldi y el restaurante chino. Editorial La Galera 2012
- Yo, Elvis Riboldi y Boris el superdotado. Editorial La Galera 2012
- La Compañía de Balta y el Reino de Caucas. Editorial SM / Editorial Cruïlla 2012

### Obra audiovisual

#### Televisión
- Barrio Sésamo (TVE) Guionista de les última tres temporadas de BS en España.
- Los Lunnis (TVE) Editor de guiones integrado en el equipo de dirección. Desarrollo con Daniel Cerdà de los especiales del programa, la producción musical y los derivados literarios y audiovisuales.
- Hello Hoobs (TV3, Telemadrid) Cocreación y desarrollo literario.
- Los Algos (Cuatro) Cocreación, Codirección y edición de guion.
- Mirasatele (IB3) Cocreación y desarrollo literario.
- Zagales (Aragón TV) Cocreación y desarrollo literario.
- Especial Nochebuena 2004 (TVE) Guion.
- Especial Nochebuena 2005 (TVE) Guion.
- Por Amor al Arte - Esbaluard 2004 (TVE) Guion
- Carnaval, Petit Carnaval. 1999 (TVE) Guion.

#### DVD/ HOME VIDEO
- CD-DVD Los Lunnis y los niños nos vamos a la cama
- CD-DVD De Vacaciones con los Lunnis
- CD-DVD Despierta Ya
- CD-DVD Los villancicos de los Lunnis
- DVD Los Lunnis en la tierra de los cuentos
- DVD Don Quijote de Lunalunera
- DVD Los Lunnis - La serie ( Primera y segunda temporada).
- CD-DVD Bienvenidos a Algoria

### Obra Musical - Discográfica
- Los Lunnis y los niños nos vamos a la cama (Sony 2003)
- Los Lunnis en la tierra de los cuentos BSO y canciones (Sony 2004)
- Despierta, ya (Sony 2004)
- De vacaciones con Los Lunnis (Sony 2004)
- Canta con Zagales (PLANETA JUNIOR 2008)
- Los Algos ¡Qué buen rollo! (Universal & VALEMUSIC 2007)
- Música promocional (TVE CUATRO, Radio 4)

### Más obra escrita y publicada
Con distintos seudónimos, ha escrito con Daniel Cerdà Emery productos que se derivan de algunos de los audiovisuales que ellos mismos crearon.
- La cocina de Lubina. Editorial Beascoa 2004
- Ls preguntas de Lulila. Editorial Beascoa 2004
- Los cuentos de los Lunnis. Editorial Random House Mondadori 2004
- Las clases del mal del Dr.Libelius. Editorial Alfaguara 2009
- El Quijote de Lunalunera. Editorial Beascoa 2006
- Los tres Lusqueteros. Editorial Beascoa 2005
- El día del dragón. Editorial Beascoa 2005
- Bienvenidos a Algoria. Editorial Alfaguara 2008

#### Teatro
En realidad lo primero que escribe Jaume Copons es una obra de teatro, Un cas difícil con la que gana la primera edición del concurso El Castell dels tres Dragons. Pese al premio, tras ver la primera representación de su obra decide no volver a escribir teatro.

## Premios
- Els castell dels tres dragons por Un cas difícil 1999
- Ferran Canyameras por H.Bass 2000.
- Recull-Joaquim Ruyra por Plagis, projectils i altres substàncies 2000
- Salvador Reinaldos con Xavi de la Cruz por Vull dir, Jaume Brossa 2001
- Lambda de Narrativa por El Pitjor del millor del cas 2001
- Ciutat de Mollerusa 2003 por Biaix
- Cifre de Colonya 2010 por En Caratallada i els altres
- 2011 Llegir abans de cremar por Elvis Riboldi.
- 2008 Internacional film festival South Africa por Los Algos.
- 2008 Chris award Columbus international fim por Los Algos.